# برخوردارلی
برخودارلی (به لاتین: Barxudarlı) یا بارخوردالو (ارمنی: Բարխուդարլու) دژور بخشی از شهرستان قزاق در جمهوری آذربایجان به وسعت ۲۲ کیلومترمربع است که به‌طور کامل در خاک ارمنستان محصور است. در هنگام جنگ قره‌باغ در سال ۱۹۹۲ این ناحیه توسط ارمنستان تصرف شد. این ناحیه هم‌اکنون بخشی از استان تاووش ارمنستان است.